# 小行星2695
小行星2695（2695 Christabel）是一颗绕太阳运转的小行星，为主小行星带小行星。该小行星于1979年10月17日发现。
該小行星以英國詩人塞缪尔·泰勒·柯勒律治的詩作《Christabel》命名。

## 轨道参数
小行星2695的轨道半长轴为2.7097920 UA，离心率为0.078。